# Yoel Colomé
Yoel Colomé Valencia (né le 15 octobre 1982 à La Havane) est un joueur de football international cubain, jeune frère de Jaime Colomé, lui aussi international.

## Biographie

### Carrière en sélection
Avec l'équipe de Cuba, il joue 41 matchs (pour 2 buts inscrits) de 2007 à 2013 et figure notamment dans le groupe des sélectionnés lors des Gold Cup de 2011 et 2013.
En outre, Colomé participe aux campagnes de qualification pour les Coupes du monde de 2010 et 2014 (10 matchs disputés, pas de buts marqués). 
Au niveau régional, il dispute les Coupes caribéennes de 2008 (demi-finaliste), 2010 (3e place) et 2012 (vainqueur).

#### Buts en sélection
| Buts en sélection de Yoel Colomé | Buts en sélection de Yoel Colomé | Buts en sélection de Yoel Colomé                           | Buts en sélection de Yoel Colomé | Buts en sélection de Yoel Colomé | Buts en sélection de Yoel Colomé | Buts en sélection de Yoel Colomé |
|                                  | Date                             | Lieu                                                       | Adversaire                       | Score                            | Résultat                         | Compétition                      |
| -------------------------------- | -------------------------------- | ---------------------------------------------------------- | -------------------------------- | -------------------------------- | -------------------------------- | -------------------------------- |
| 1.                               | 11 décembre 2008                 | Independence Park, Kingston (Jamaïque)                     | Grenade                          | 1-1                              | 2-2                              | CAR 2008                         |
| 2.                               | 10 novembre 2010                 | Antigua Recreation Ground, St. John's (Antigua-et-Barbuda) | Dominique                        | 3-1                              | 4-2                              | QCAR 2010                        |

NB : Les scores sont affichés sans tenir compte du sens conventionnel en cas de match à l'extérieur (Cuba-Adversaire).

## Palmarès

### En club
- Parham FC :
  - Champion d'Antigua-et-Barbuda en 2017.

### En équipe de Cuba
- Vainqueur de la Coupe caribéenne des nations en 2012.